# Prunelli-di-Fiumorbo
Prunelli-di-Fiumorbo (en cors I Prunelli di Fiumorbu) és un municipi francès, situat a la regió de Còrsega, al departament d'Alta Còrsega. L'any 2004 tenia 2.943 habitants. Limita amb Ghisonaccia, Serra-di-Fiumorbo, Isolaccio-di-Fiumorbo i Poggio-di-Nazza.

## Demografia
| 1962  | 1968  | 1975  | 1982  | 1990  | 1999  | 2004  |
| ----- | ----- | ----- | ----- | ----- | ----- | ----- |
| 1.186 | 1.536 | 1.608 | 2.339 | 2.647 | 2.745 | 2.943 |

## Administració
| Període   | Identitat                  | Partit | Qualitat |  |
| --------- | -------------------------- | ------ | -------- |  |
| 1965-2001 | Pierre Timothée Pieri      |        |          |  |
| 2001-2008 | Jean Charles Martinetti    |        |          |  |
| 2008-     | Pierre Siméon de Buochberg |        |          |  |